# 삼서이보구

삼서이보구의 위치

삼서이보구(한국어: 심수부구, 중국어: 深水埗區, 병음: Shēn shuǐ bù qū 선수이부[*], Sham Shui Po District)는 홍콩의 18개 구의 하나이다. 가우룽의 삼서이보(深水埗, Sham Shui Po), 청사완(長沙灣, Cheung Sha Wan), 라이지곡(荔枝角, Lai Chi Kok), 스톤커터스아일랜드(옹쉰자우)(昂船洲, Stonecutters Island)를 포함한다. 면적은 9.48km2이고 인구는 2006년 기준으로 365,540명이다. 홍콩에서 가장 가난한 구이고 인구 중 노동자의 비율이 높으며 주민의 수입이 가장 낮고 교육 수준도 4번째로 낮다.

## 인구
삼서이보구는 일찍이 1950년대와 1960년대부터 인구가 밀집한 구였다. 18개 구 중에서 세대 수입이 가장 낮고 65세 이상의 노년층 비율이 가장 높다. 새로운 이민자의 비율 또한 매우 높다.
라이지곡의 메이푸 신촌은 1966년에 세워진 홍콩 최초의 대형 민간 주택 단지이다.

## 교통
삼서이보구에는 4개의 철도 노선이 통과한다.
홍콩 지하철
- 군통 선
- 췬완 선
- 둥충 선
- 서철선

## 같이 보기
- 홍콩의 정치